# The Beast (serie televisiva 2009)
The Beast è una serie televisiva statunitense trasmessa dalla A&E Network nel 2009. 

## Trama
La serie racconta la storia di due agenti dell'FBI sotto copertura: il poco ortodosso ma efficace veterano, Charles Barker (Patrick Swayze), a cui viene assegnato il nuovo giovane partner, Ellis Dove (Travis Fimmel).
Ben presto le cose si complicano e Dove viene avvicinato da un gruppo di agenti dell'FBI che vuole il suo aiuto per dimostrare che Barker è un agente corrotto.

## Produzione
Dopo le difficoltà di continuare con costanza a lavorare nel progetto, dovute allo stato di salute del protagonista Patrick Swayze, morto pochi mesi dopo e qui infatti al suo ultimo lavoro, la serie è stata cancellata.

## Episodi
| Stagione       | Episodi | Prima TV USA | Prima TV Italia |
| -------------- | ------- | ------------ | --------------- |
| Prima stagione | 13      | 2009         | 2010-2011       |